# Urochlaena
Urochlaena là một chi thực vật có hoa trong họ Hòa thảo (Poaceae).

## Loài
Chi Urochlaena gồm các loài: